# Champigny-sous-Varennes
Champigny-sous-Varennes és un municipi francès situat al departament de l'Alt Marne i a la regió del Gran Est. L'any 2007 tenia 119 habitants.

## Demografia

### Població
El 2007 la població de fet de Champigny-sous-Varennes era de 119 persones. Hi havia 48 famílies de les quals 8 eren unipersonals (4 homes vivint sols i 4 dones vivint soles), 20 parelles sense fills i 20 parelles amb fills.
La població ha evolucionat segons el següent gràfic:
Habitants censats

### Habitatges
El 2007 hi havia 64 habitatges, 50 eren l'habitatge principal de la família, 9 eren segones residències i 5 estaven desocupats. 61 eren cases i 3 eren apartaments. Dels 50 habitatges principals, 46 estaven ocupats pels seus propietaris, 3 estaven llogats i ocupats pels llogaters i 1 estava cedit a títol gratuït; 1 tenia una cambra, 1 en tenia dues, 7 en tenien tres, 13 en tenien quatre i 27 en tenien cinc o més. 43 habitatges disposaven pel capbaix d'una plaça de pàrquing. A 23 habitatges hi havia un automòbil i a 22 n'hi havia dos o més.

### Piràmide de població
La piràmide de població per edats i sexe el 2009 era:
| Homes | Edats   | Dones |
| ----- | ------- | ----- |
| 0     | 95 o +  | 4     |
| 0     | 90 a 94 | 0     |
| 0     | 85 a 89 | 0     |
| 0     | 80 a 84 | 0     |
| 0     | 75 a 79 | 4     |
| 8     | 70 a 74 | 4     |
| 4     | 65 a 69 | 0     |
| 0     | 60 a 64 | 4     |
| 0     | 55 a 59 | 4     |
| 4     | 50 a 54 | 8     |
| 16    | 45 a 49 | 4     |
| 0     | 40 a 44 | 0     |
| 0     | 35 a 39 | 4     |
| 0     | 30 a 34 | 0     |
| 4     | 25 a 29 | 0     |
| 4     | 20 a 24 | 0     |
| 8     | 15 a 19 | 4     |
| 0     | 10 a 14 | 4     |
| 0     | 5 a 9   | 0     |
| 0     | 0 a 4   | 0     |

## Economia
El 2007 la població en edat de treballar era de 76 persones, 64 eren actives i 12 eren inactives. De les 64 persones actives 62 estaven ocupades (38 homes i 24 dones) i 2 estaven aturades (1 home i 1 dona). De les 12 persones inactives 1 estava jubilada, 9 estaven estudiant i 2 estaven classificades com a «altres inactius».
Activitats econòmiques
Dels 13 establiments que hi havia el 2007, 1 era d'una empresa de fabricació d'elements pel transport, 3 d'empreses de fabricació d'altres productes industrials, 2 d'empreses de construcció, 1 d'una empresa de comerç i reparació d'automòbils, 1 d'una empresa financera, 1 d'una empresa immobiliària, 1 d'una empresa de serveis, 1 d'una entitat de l'administració pública i 2 d'empreses classificades com a «altres activitats de serveis».
L'únic establiment comercial que hi havia el 2009 era una carnisseria.
L'any 2000 a Champigny-sous-Varennes hi havia 8 explotacions agrícoles que ocupaven un total de 816 hectàrees.

## Poblacions més properes
El següent diagrama mostra les poblacions més properes.